# Козьмиці-Великі
Козьмиці-Великі (пол. Koźmice Wielkie) — село в Польщі, у гміні Величка Велицького повіту Малопольського воєводства.
Населення — 2475 осіб (2011).

## Демографія
Демографічна структура станом на 31 березня 2011 року:
|          | Загалом | Допрацездатний вік | Працездатний вік | Постпрацездатний вік |
| -------- | ------- | ------------------ | ---------------- | -------------------- |
| Чоловіки | 1214    | 252                | 846              | 116                  |
| Жінки    | 1261    | 260                | 758              | 243                  |
| Разом    | 2475    | 512                | 1604             | 359                  |